# Nowa Wygoda (Elżbiecin)
Nowa Wygoda – część wsi Elżbiecin w Polsce, położona w województwie świętokrzyskim, w powiecie buskim, w gminie Busko-Zdrój.
W latach 1975–1998 Nowa Wygoda administracyjnie należała do województwa kieleckiego.